# Zaletel
Zaletel je priimek več znanih Slovencev:
- Bojan Zaletel (1920—1981), inženir kemije, gospodarstvenik
- Evgenija Jarc Zaletel, ilustratorka
- Igor Zaletel (*1964), hokejist, sodnik
- Klemen Zaletel, košarkar
- Marjan Zaletel - Janč (1944—2020), slikar, mentor
- Rok Zaletel Černoš (*1998), violinist
- Vinko Zaletel (1912—1995), rimskokatoliški duhovnik in potopisec
- Žan Zaletel (*1999), nogometaš